# Markies de Saint-Méran
Markies de Saint-Méran is een figuur in de roman De Graaf van Monte Cristo (1844) van Alexandre Dumas.
De markies is de grootvader van Valentine de Villefort en vader van Renée de Saint-Méran, de eerste vrouw van Gérard de Villefort. De markies is woonachtig te Marseille en is in het bezit van een buiten te Auteuil, aan de Rue de la Fontaine 28. 
De markies heeft het huis verhuurd aan een jonge weduwe die bekendstaat als baronesse. Deze baronesse heet Hélène de Servières, weduwe van kolonel, markies de Nargonne, de latere vrouw van Danglars. De markies is een oude aristocraat en heeft goede contacten met de kabinetsheer van Lodewijk XIII. Villefort krijgt via hem toegang tot de koning om deze te waarschuwen voor de inval van Napoléon. De markies overlijdt later aan de gevolgen van, naar men aanneemt, een beroerte. Is door de tweede vrouw van Gérard, Heloïse de Villefort, vergiftigd en sterft aan de gevolgen daarvan.